# 斯坦顿公园
斯坦顿公园（Stanton Park）是华盛顿哥伦比亚特区的一个国家公园。它位于东北区国会山社区，马里兰大道和马萨诸塞大道交汇处。它西以4街为界，东到6街，南北两侧分别为C街的西行线及东行线。
该公园得名于美国内战时期的美国战争部长埃德温·M·斯坦顿 后来他曾试图消除对美国总统安德鲁·约翰逊的弹劾。位于公园中心的是美国革命战争的少将纳瑟内尔·格林雕像。该公园被纳入朗方的规划中。 

“斯坦顿公园”也常用来指周围的社区。虽然该社区并没有正式的边界，但斯坦顿公园社区协会表示该区域从2街到10街，从东国会街到H街（均为东北区）。